# Spike (album)
Spike – pierwszy album J-popowej grupy muzycznej Puffy AmiYumi wydany w Stanach Zjednoczonych w 2001 (zobacz 2001 w muzyce).

## Lista utworów
1. „Boogie Woogie No. 5”
2. „Violet”
3. „Shut Your Mouth, Honey”
4. „Cosmic Wonder”
5. „Destruction Pancake”
6. „Su-I-Su-I”
7. „Sui Sui”
8. „Swimming Pool”
9. „Green Apple”
10. „This Is the Song of Sweet Sweet Season When Cherry Garcia Blossoms Bloom”
11. „Into the Beach”
12. „Puffy's Rule”
13. „Dec.”
14. „Love So Pure”
15. „Wild Girls on Circuit” [The Ready Made JBL Mix '99]